# Ludwig Becker (Architekt, 1855)
Ludwig Becker (* 19. November 1855 in Köln; † 13. Juli 1940 in Mainz) war ein deutscher Architekt.

## Leben

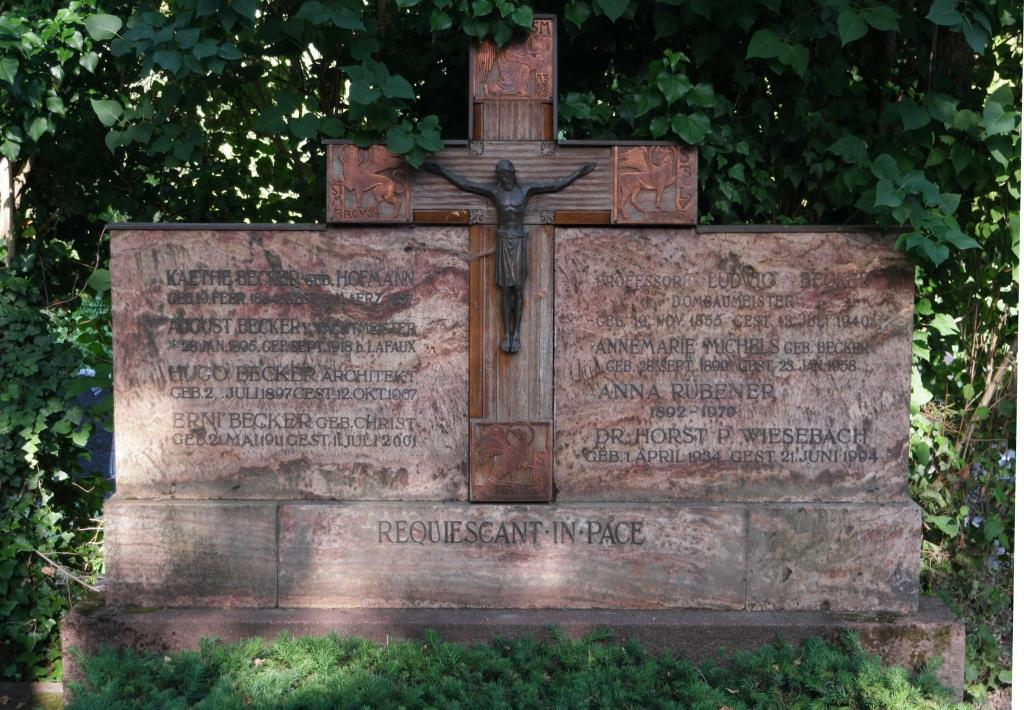
Grab von Ludwig Becker auf dem Hauptfriedhof Mainz

Becker wurde als Sohn des gleichnamigen Kölner Werkmeisters und Dombaukontrolleurs Ludwig Becker (1819–1900) geboren. Er studierte ab 1873 an der Technischen Hochschule Aachen und ließ sich zusätzlich zum Steinmetz und Bildhauer an der Kölner Dombauhütte ausbilden. In Mainz war er ab 1884 Kirchenbaumeister und von 1909 bis 1940 Dombaumeister. Seit 1909 arbeitete er zusammen mit Anton Falkowski in Architektengemeinschaft. Später war sein Sohn, der Kirchenarchitekt Hugo Becker (1897–1967), Mitarbeiter bei ihm.
Am Mainzer Dom war Becker auch als Bauforscher tätig, der wichtige Erkenntnisse zutage förderte; jedoch waren seine Schlussfolgerungen fehlerhaft. Seine These, der Bau des Mainzer Doms sei bereits in konstantinischer Zeit im 4. Jahrhundert begonnen worden, konnte er nicht überzeugend belegen. Diese Behauptung wurde von der Fachwelt einhellig abgelehnt.
Beckers Grab liegt auf dem Mainzer Hauptfriedhof.

## Werk

### Bauten und Entwürfe

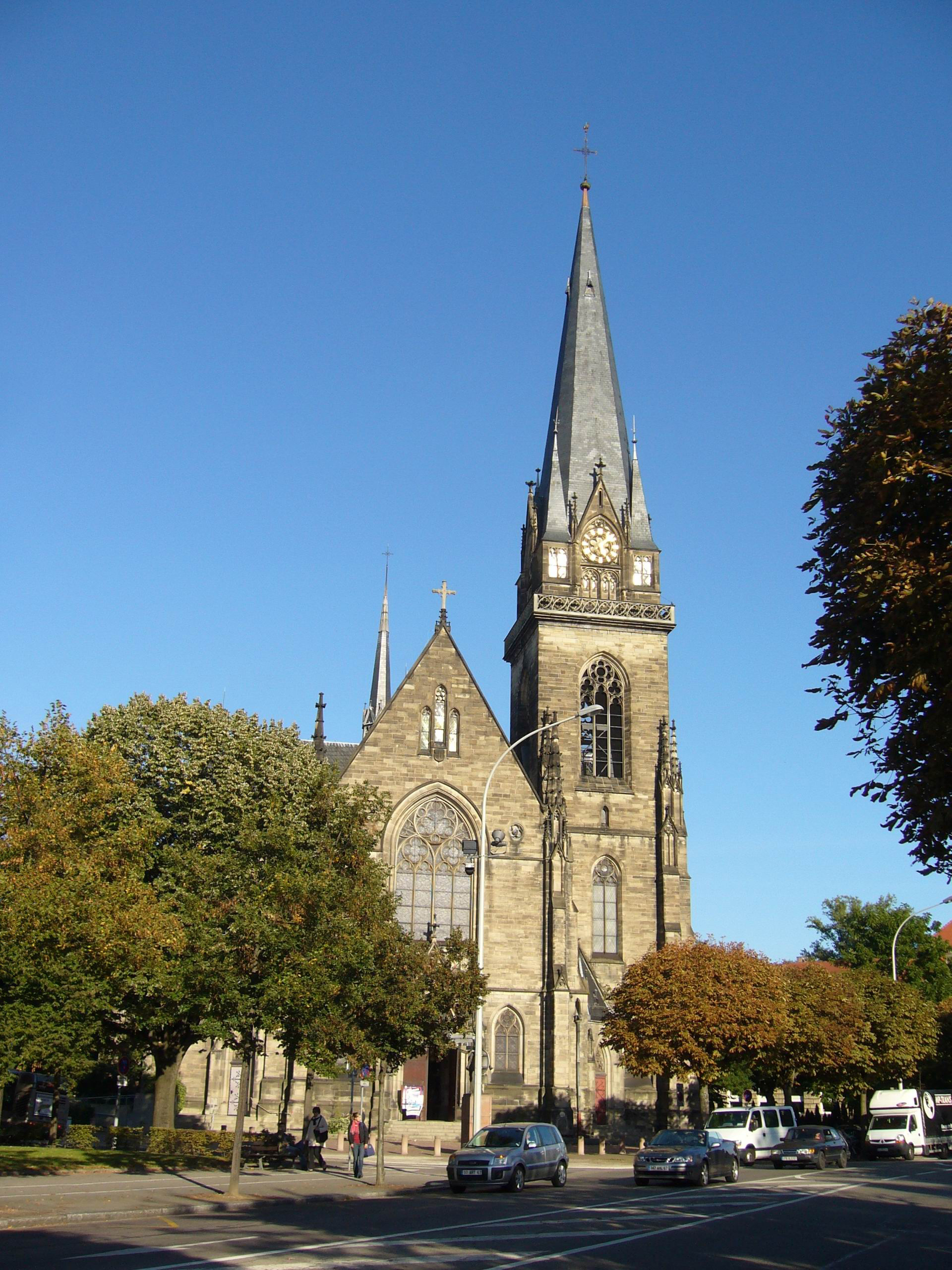
St. Mauritius in Straßburg

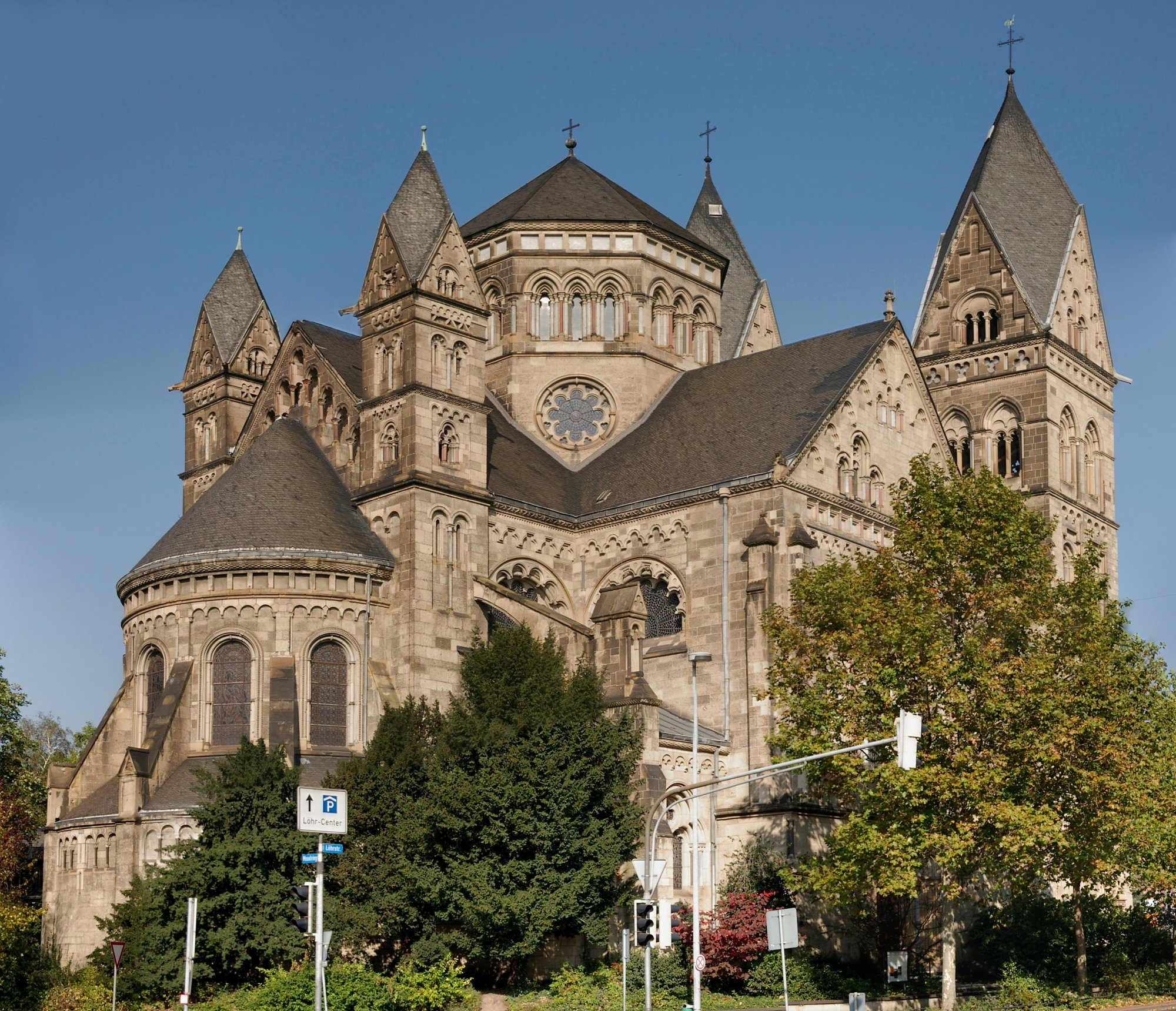
Herz-Jesu-Kirche in Koblenz

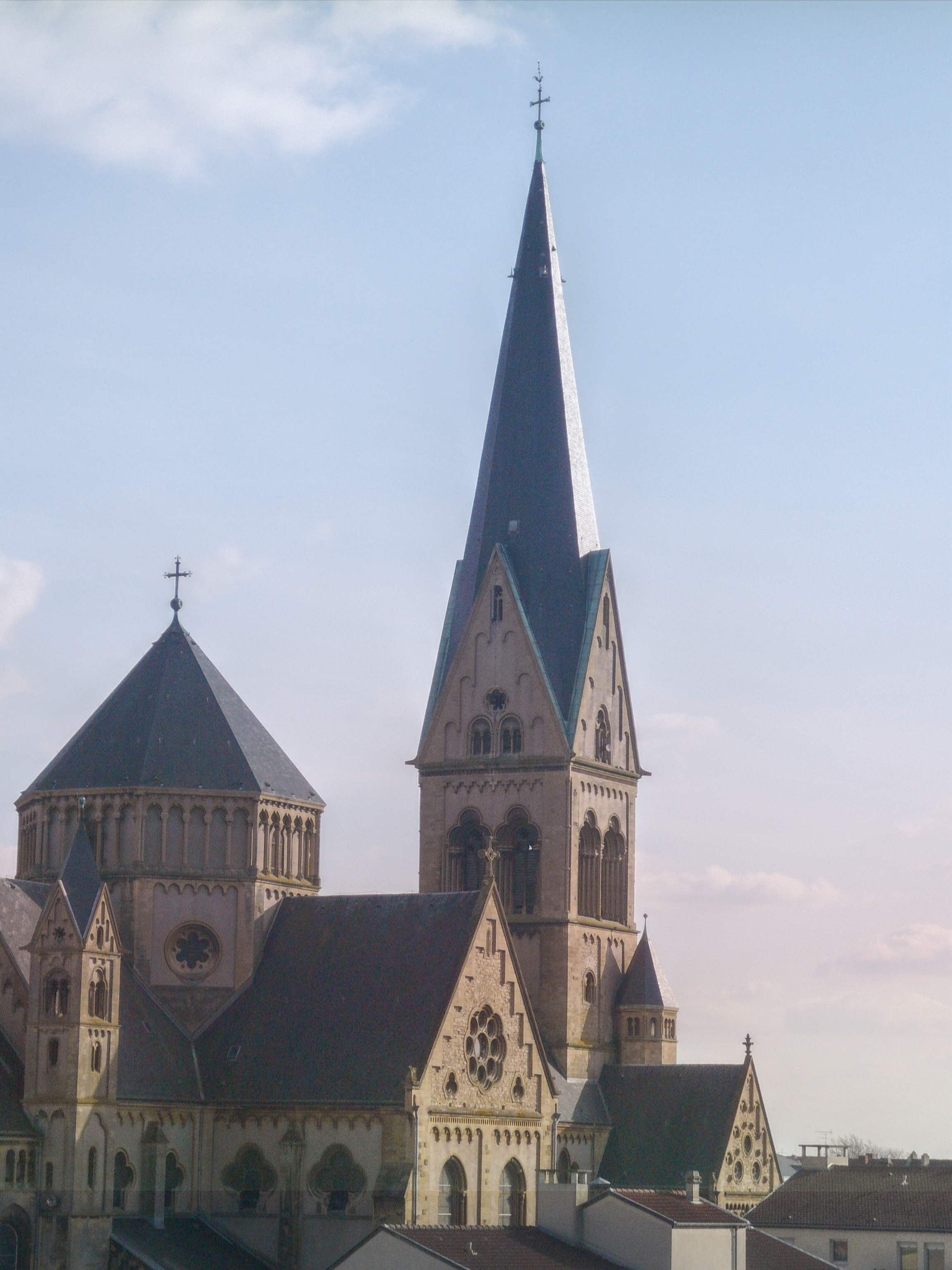
St. Joseph in Montigny-lès-Metz

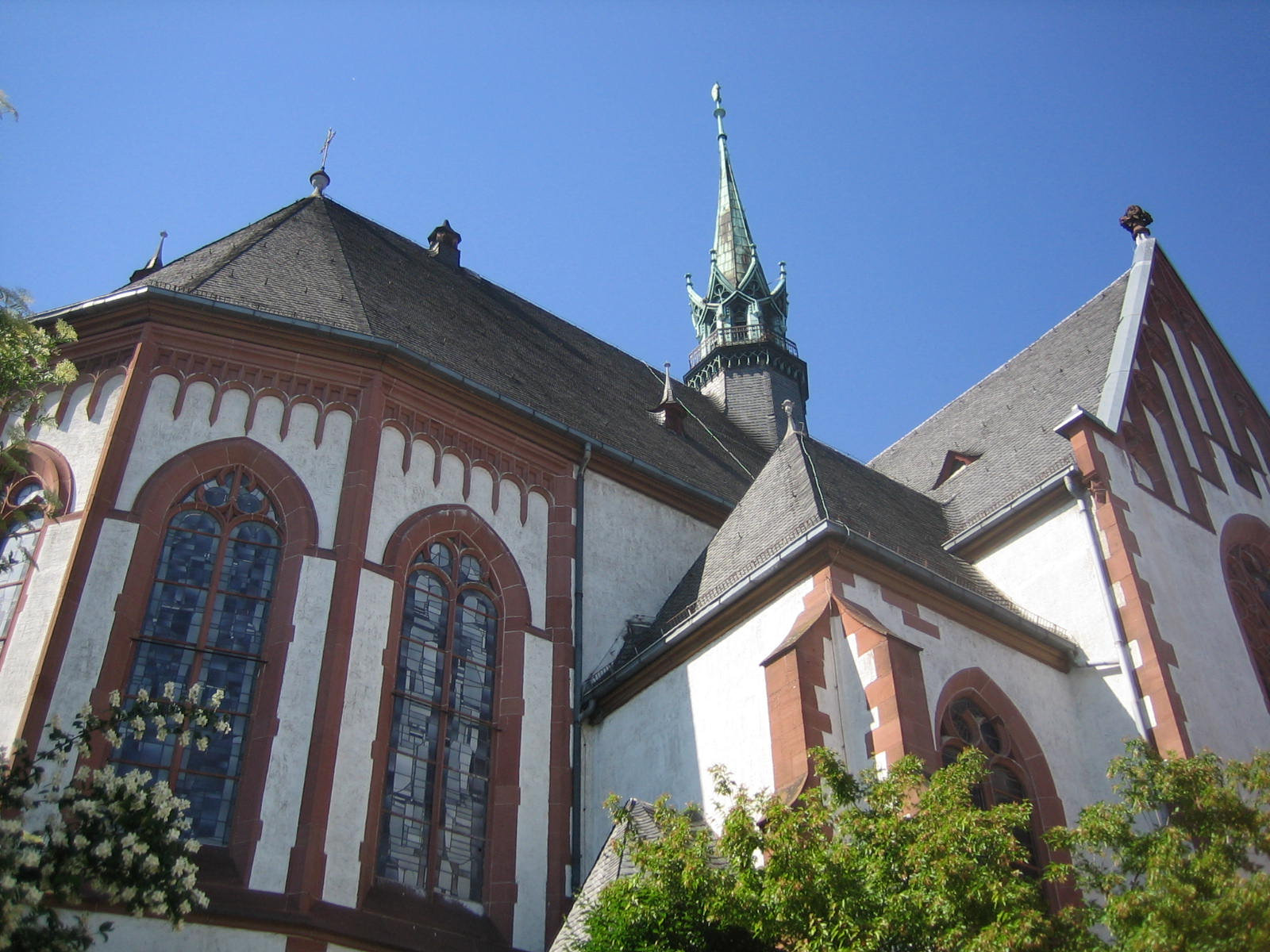
Herz-Jesu-Kirche in Mainz

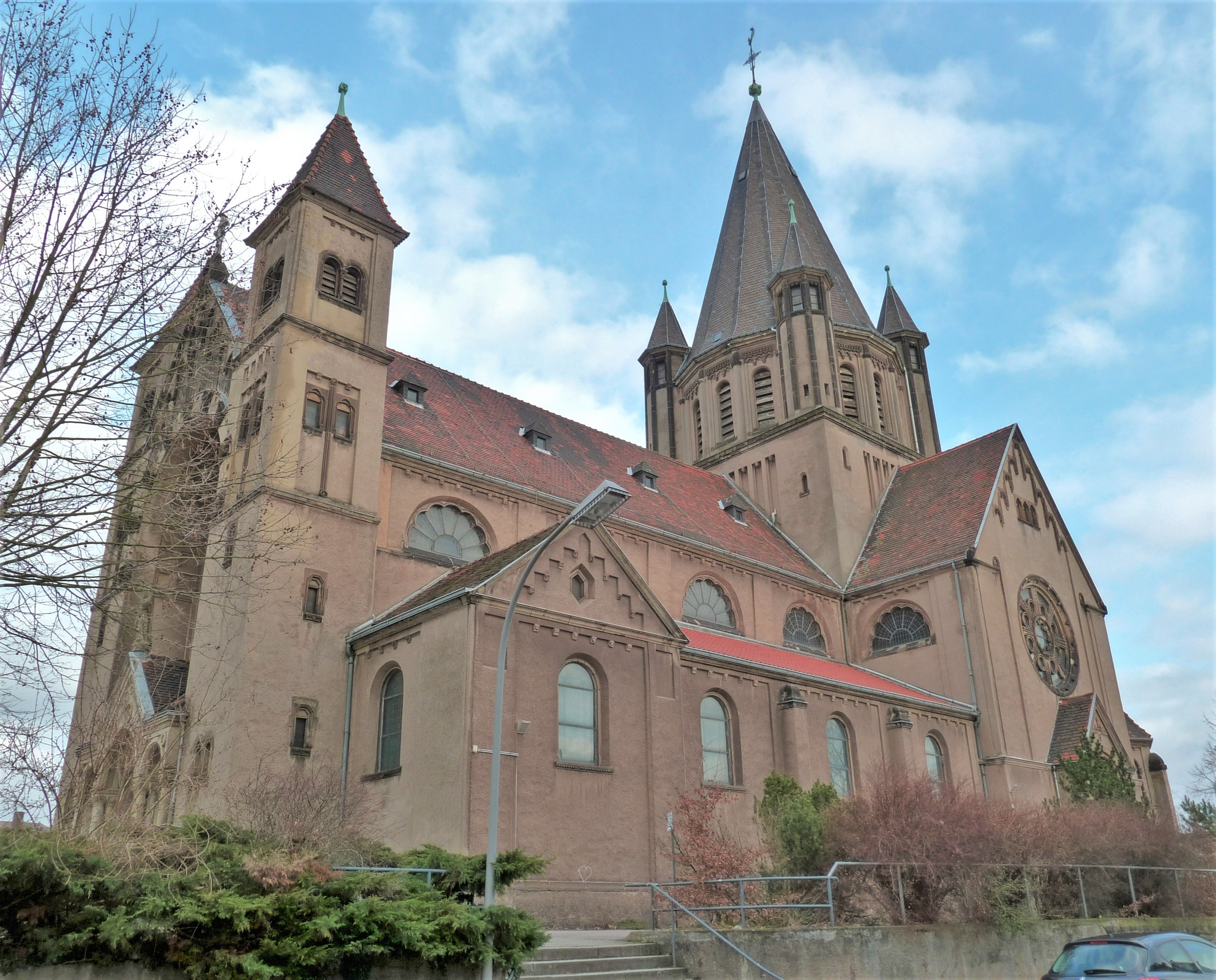
Herz-Jesu-Kirche in Saarbrücken

Becker befasste sich mit über 300 Kirchen, die er restaurierte, umbaute oder neu errichtete. Dabei verwendete er zahlreiche Stilformen der verschiedensten historischen Architekturstile, wie im Historismus üblich. Viele Bauten entwarf er gemeinsam mit seinem Büropartner Anton Falkowski. Vor dem Ersten Weltkrieg bevorzugten Becker und Falkowski romanische und gotische Formen, danach einfache barocke. Ab circa 1930 wurden auch expressionistische Stilmittel verwendet.
- katholische Pfarrkirche Mariä Himmelfahrt in Kirrberg, 1881–1893
- katholische Pfarrkirche St. Marien in Bad Homburg vor der Höhe, Entwurf 1889, Ausführung 1892–1895
- katholische Pfarrkirche St. Josef in St. Ingbert, 1890–1893
- katholische Pfarrkirche St. Martin in Oestrich (Restaurierung), 1890–1893
- Gruftkapelle der Familie Wambolt von Umstadt im Schloss Birkenau (Odenwald), 1891[1]
- katholische Garnisonskirche St. Mauritius in Straßburg (Elsass), Arnoldsplatz, Wettbewerb 1893, fertiggestellt 1899
- katholische Pfarrkirche St. Bartholomäus in Zornheim, 1893–1894[2]
- katholische Pfarrkirche St. Mariä Empfängnis in Düsseldorf, 1894–1896
- katholische Pfarrkirche Heilig-Kreuz in Bad Kreuznach, Wilhelmstraße, 1895–1897
- katholische Pfarrkirche St. Rochus in Kaiserslautern-Hohenecken, 1896–1897
- katholische Pfarrkirche St. Michael in Unter-Hambach, 1897–1899
- katholische Pfarrkirche St. Laurentius in Bobenheim, 1898
- katholische Kirche St. Matthäus in Bad Sobernheim, 1898–1899
- Bischöfliches Konvikt in Bensheim, 1899–1900[3]
- katholische Pfarrkirche St. Gordianus in Bad Kreuznach-Planig, 1899–1900
- katholische Pfarrkirche St. Lutwinus in Mettlach, 1899–1902
- katholische Pfarrkirche St. Agatha in Altenhundem (mit Wilhelm Sunder-Plassmann), 1900–1901
- katholische Pfarrkirche St. Hubertus in Nonnweiler, 1900–1902
- katholische Pfarrkirche St. Bernardus in Clausen, 1900–1903[4]
- katholische Pfarrkirche Herz Jesu in Koblenz, Löhrrondell, 1900–1903
- katholische Pfarrkirche St. Peter in Heppenheim (Bergstraße), Kirchgasse, 1900–1904[5]
- katholische Pfarrkirche St. Joseph in Hagen, 1901–1906
- katholische Pfarrkirche St. Fridolin in Mülhausen, 1901–1906
- katholische Pfarrkirche St. Joseph in Montigny-lès-Metz, 1901–1906 (Einweihung 29. Juli 1906)
- katholische Pfarrkirche St. Bonifatius in Neuenkirchen (Oldenburg), 1902–1905 mit Wilhelm Sunder-Plassmann
- katholische Pfarrkirche St. Pankratius in Buldern (mit W. Sunder-Plaßmann, Münster)
- katholische Pfarrkirche St. Laurentius in Sommerau im Spessart, 1902–1906 Umbau- und Erweiterungsplanung der alten Pfarrkirche St. Laurentius, die zu Gunsten eines Neubaues nicht ausgeführt wurde.
- Turm der katholischen Pfarrkirche St. Lucia in Harsewinkel, 1903–1904 mit Wilhelm Sunder-Plassmann, Münster
- katholische Pfarrkirche St. Wendelinus in Zellhausen, 1903/04
- katholische Pfarrkirche St. Elisabeth in Darmstadt, 1903–1905
- katholische Pfarrkirche St. Bonifatius in Gießen, 1903–1936
- katholische Kirche St. Bonifatius in Bad Nauheim, 1904/05
- katholische Pfarrkirche St. Bartholomäus (Kirschhausen) in Kirschhausen, 1904/05
- Querschiff und Doppelturmfassade der katholischen Pfarrkirche St. Brigida in Legden, 1905
- Langhaus und Doppelturmfassade der katholischen Pfarrkirche St. Stephan in Mainz-Gonsenheim, 1905–1906
- katholische Pfarrkirche St. Theresia in Rhens, 1906–1908
- katholische Pfarrkirche St. Elisabeth in Bonn, 1906–1910[6] (Ähnlichkeiten mit St. Joseph in Metz)
- katholische Pfarrkirche St. Antonius von Padua in Dortmund, Holsteiner Straße, 1907/08
- katholische Heilig-Kreuz-Kapelle am Wißberg über Gau-Bickelheim, 1907–1910
- Umbau der barocken katholischen Pfarrkirche St. Mariä Heimsuchung in Mainz-Laubenheim, 1908 mit Wilhelm Sunder-Plassmann (Münster)
- katholische Pfarrkirche St. Laurentius in Hülzweiler, 1908–1909
- katholische Pfarrkirche St. Martinus in Haren (Ems), 1908–1911
- katholische Pfarrkirche St. Lambertus in Ascheberg (Westfalen), 1909 (Turmbau)
- katholische Pfarrkirche St. Jakob in Ockstadt, 1909–1911
- katholische Pfarrkirche St. Clemens in Rheda (Westfalen), 1910–1911
- katholische Pfarrkirche St. Bonifatius in Dortmund, Bonifatiusstraße, 1909–1910
- katholische Pfarrkirche St. Laurentius in Langförden, 1910–1912
- katholische Dreifaltigkeitskirche in Wiesbaden, 1910–1912
- Mausoleum der Grafen von Berckheim, Schlosspark Weinheim
- katholische Pfarrkirche Zum Heiligsten Herzen Jesu in Obertshausen, 1911–12
- katholische Pfarrkirche St. Marien in Warendorf, 1911/12
- katholische Succursalkirche Herz-Jesu mit Ketteler-Kapelle in Mainz-Mombach, 1911–1913
- katholische Marienkirche in Offenbach am Main, 1911–1913
- katholische Pfarrkirche Maria Himmelfahrt in Dexheim 1912–13
- katholische Pfarrkirche St. Laurentius in Sommerau im Spessart, 1911–1923 (Der Kirchenbau wurde im Ersten Weltkrieg eingestellt und erst zu Beginn der 1920er Jahre beendet.)
- katholische Pfarrkirche St. Antonius in Pfungstadt, 1912
- Herz-Jesu-Kirche in Winnweiler, 1912–1913
- katholische Pfarrkirche St. Eligius in Völklingen, 1912–1913
- katholische Pfarrkirche Herz Jesu in Saarbrücken-Burbach, 1912/14[7]
- katholische Pfarrkirche Mariä Himmelfahrt in Mainz-Weisenau, neuklassizistischer Westbau mit Turm, 1912–1913
- katholische Pfarrkirche St. Joseph in Speyer, Gilgenstraße, 1912–1914
- katholische Pfarrkirche Herz-Jesu in Gladbeck-Zweckel, Feldhauser Straße, 1912–1915 mit Wilhelm Sunder-Plassmann, Münster
- katholische Pfarrkirche St. Katharina in Scheuern, 1912–1914
- katholische Pfarrkirche St. Clemens in Münster-Hiltrup, neoromanische Basilika mit großen Chorflankentürmen, einige gotische Elemente, 1913[8]
- katholische Pfarrkirche St. Martinus in Hattersheim, 1913–1915
- katholische Pfarrkirche St. Ludgerus in Altschermbeck, 1914
- katholische Pfarrkirche St. Bartholomäus in Schwarzenholz, 1914–1916
- katholische Pfarrkirche St. Mauritius in Haustadt, 1914–1920
- katholische Pfarrkirche St. Maria Magdalena in (Bochum-) Wattenscheid-Höntrop, Wattenscheider Hellweg, 1914–1915
- katholische Pfarrkirche St. Antonius in Münster, 1914–1917
- katholische Pfarrkirche Herz Jesu (Brambauer), neobarocker Stil 1922/23 und 1927–1929
- katholische Pfarrkirche Herz Jesu, Emsdetten, 1922–1924
- katholische Pfarrkirche St. Johannes der Täufer in Piesbach-Bettstadt, 1922–1924
- katholische Pfarrkirche St. Stephanus in Oberthal, 1923–1924
- katholische Pfarrkirche St. Bruno in Köln-Klettenberg, 1924–1926 (Innenausbau und Wiederaufbau nach 1945 von Hans Hansen)
- katholische Pfarrkirche St. Bartholomäus in Klarenthal, 1925–1927
- katholische Pfarrkirche Christkönig in Güdesweiler, 1925–1928
- katholische Pfarrkirche St. Michael in Körprich, 1926
- katholische Pfarrkirche St. Katharina in Saarbrücken-Bübingen, 1926
- katholische Pfarrkirche St. Antonius von Padua in Völklingen-Fenne, 1926–1927
- katholische Pfarrkirche Mariä Himmelfahrt in Rußhütte, 1926–1927
- katholische Pfarrkirche St. Peter und Paul in Nalbach, 1927 (Umbau)
- katholische Pfarrkirche St. Hubertus in Saarbrücken-Jägersfreude, 1927–1928
- katholische Pfarrkirche St. Laurentius in Eppelborn-Bubach-Calmesweiler, 1927–1928
- katholische Pfarrkirche St. Crispinus und Crispinianus, Lisdorf, 1928–1929
- katholische Pfarrkirche St. Elisabeth in Altenkessel-Rockershausen, 1928–1929
- katholische Pfarrkirche St. Bonifatius in Überherrn, 1928–1929
- katholische Pfarrkirche St. Johannes der Täufer in Merzig-Mondorf, 1929 (Erneuerung)
- katholische Pfarrkirche Herz Jesu in Ludweiler, 1929–1930
- katholische Pfarrkirche St. Bonifatius in Püttlingen, 1929–1930
- katholische Pfarrkirche St. Marien in Schmelz (Saar), 1930–1933
- katholische Pfarrkirche St. Mauritius in Mülheim-Kärlich, 1931–1932
- katholische Pfarrkirche St. Marien in Ensdorf, 1935–1936 (Erweiterung)
- katholische Pfarrkirche St. Marien in Herrensohr, 1934–1936
- katholische Pfarrkirche St. Nikolaus in Offenbach-Bieber, 1936

### Schriften
- Die neue Pfarrkirche zu Homburg vor der Höhe. In: Zeitschrift für christliche Kunst 4 (1891), Sp. 3–14.
- mit Johannes Sartorius: Baugeschichte der Frühzeit des Domes zu Mainz. Mainz 1936.